# Zgornja Burgundija
Kraljevina Zgornja Burgundija je bilo frankovsko gospostvo, ki ga je leta 888 ustanovil velški kralj Rudolf I. Burgundski na ozemlju nekdanje Srednje Frankovske. Predhodnica kraljevine je bila karolinška mejna grofija Transjurska Burgundija (francosko Bourgogne transjurane) jugovzhodno od gorovja Jura skupaj s sosednjo grofijo Burgundijo (francosko Franche-Comté) na severozahodu. Pridevnik "zgornji"  se nanaša na njeno lokacijo v zgornjem toku reke Rone, da bi se razlikovala  od Spodnje Burgundije (Cisjurska Burgundija in Provansa) in vojvodine Burgundije zahodno od reke Saone. Zgornja Burgundija se je leta 933 združila s Kraljevino Spodnjo Burgundijo. Nastala je Kraljevina Burgundija, od 12. stoletja dalje znana kot Kraljevina Arles ali Arelat.

## Zgodovina
Transjuranija je bila prvotno vojvodina Karolinškega cesarstva, ki je obsegala osrednjo planoto od gorovja Jura do prelaza Veliki Sveti Bernard v Zahodnih Alpah. Ozemlje približno ustreza današnji zahodni Švici, to je njenem delu zahodno od črte Brünig-Napf-Reuss, vključno z Romandijo z mesti Ženeva, Lausanne in Sion, kantonom Aargau, Bern in Valais, sosednjim delom  francoskih departmajev Haute-Savoie in Ain in dolini Aosta, ki danes pripada Italiji. Skupaj z burgundskimi komitskimi posestmi okoli Besançona in Dola ob  reki Doubs severozahodno od pogorja Jura so ozemlja Transjuranije postala del kratkotrajnega Srednjefrankovskega kraljestva cesarja Lotarja I. po razdelitvi Karolinškega cesarstva z Verdunsko pogodbo leta 843.

### Kraljevina Lotaringija
Po drugi razdelitvi Karolinškega cesarstva s Prümskim sporazumom po smrti cesarja Lotarja I. leta 855 je njegov drugi sin Lotar II. Lotarinški svoj del Zgornje Burgundije vključil v svojo srednjefrankovsko Kraljevino Lotaringijo. Njegov mlajši kralj Karel Provansalski je prejel Cisjursko Burgundijo in Provansalsko kraljestvo. Ko je leta 863 Karel umrl, je Lotar II. pridobil nekaj severnih območij pokojnikovega kraljestva, ozemlje Provanse na jugu pa je prešlo na najstarejšega brata, italijanskega kralja Ludvika II. Italijanskega. 
V Transjurskem vojvodstvu je takrat vladal Hucbert, potomec bosonidske dinastije, mlajši sin grofa Bosa Starejšega Arleškega in svak kralja Lotarja II. Ko se je Lotar II.  ločil od Teutberge in bil poražen v bitki pri Orbeju leta 864, ga je nadomestil grof Konrad II. Auxerski iz rodbine Rudolfinov, ki je od leta 866 kot mejni grof vladal v Transjuri. Ko je Lotar II. leta 869 umrl brez naslednikov, je bilo njegovo lotarinško kraljestvo z Mersenskim sporazumom leta 870 razdeljeno na zahodni in vzhodni del med njegova strica Karla Plešastega in Ludvika Nemškega. Zgornja Burgundija je politično gravitirala k Vzhodni Frankovski.
Cesar Karel Debeli, sin Ludvika Nemškega, je leta 884 znova združil vsa karolinška ozemlja, razen Provansalskega kraljestva, ki ga je leta 879 ustanovil Boson Vienski. Ko je bil Karel odstavljen in je leta 888 umrl, je Karolinško cesarstvo znova razpadlo. Plemstvo in vodilna duhovščina Zgornje Burgundije so se po razpadu zbrali v opatiji sv. Mavricija Agaunskega in za kralja Burgundije izvolili transjurskega mejnega grofa Rudolfa I., sina cesarja Konrada II. Nemškega.